# تنباکو

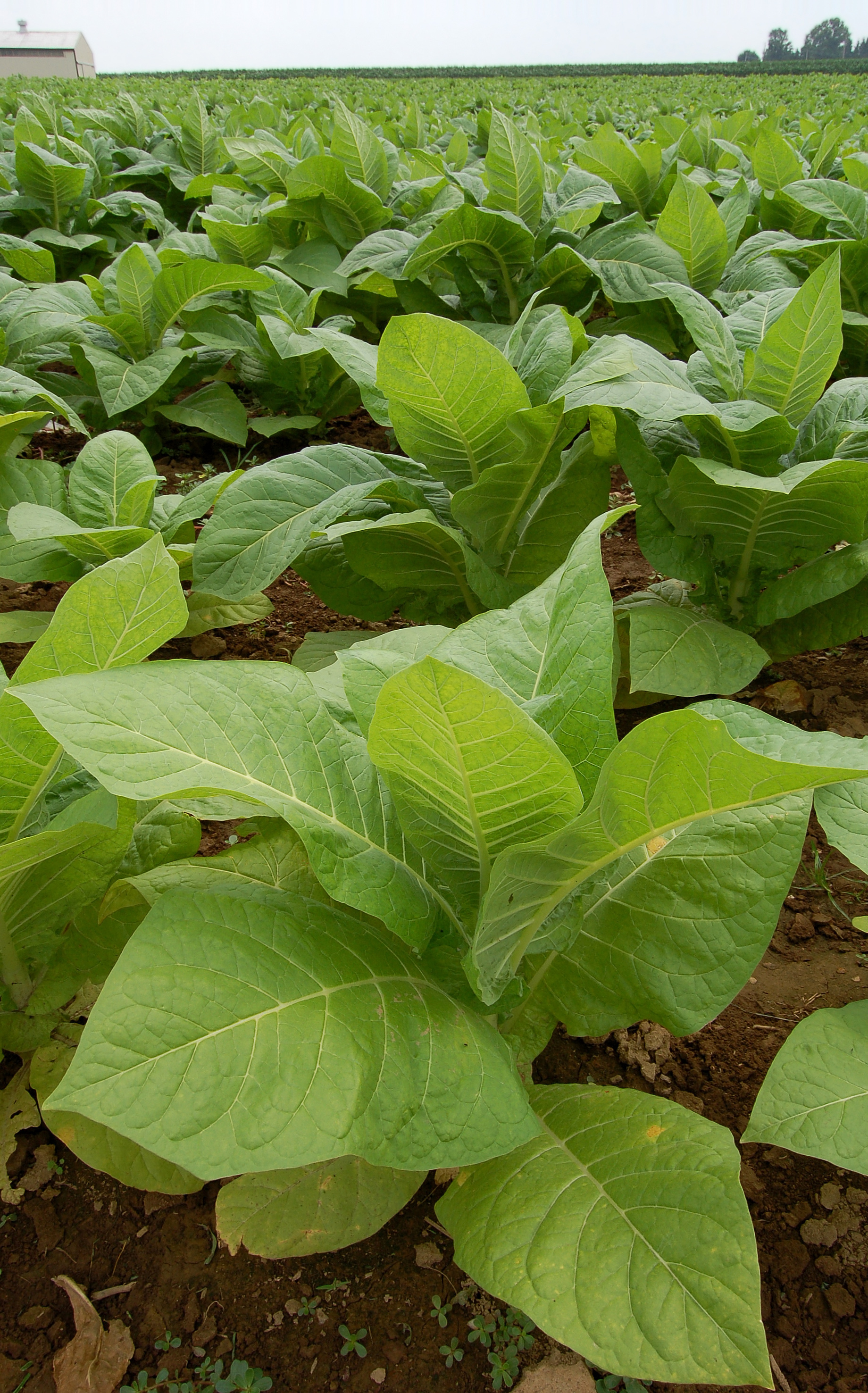
مزرعه کشت تنباکو در شهر اینترکورس، پنسیلوانیای آمریکا

تنباکو یا توتون گیاهی با برگ‌های پهن است که در اصل در آمریکای شمالی و جنوبی رشد می‌کرد و امروزه در سراسر جهان کشت می‌شود. نام تنباکو به برگ‌های خشک و بریده شدهٔ این گیاه هم گفته می‌شود. مصرف اصلی این گیاه تدخین دود حاصل از سوزاندن برگ‌های خشک آن است که دارای نیکوتین است. این کار با پیچیدن آن در کاغذ یا پیچیدن برگ‌های بُرش نخوردهٔ آن به صورت سیگار یا سیگار برگ یا ریختن آن‌ها در سر قلیان و کشیدن آن‌ها انجام می‌شود.
برگ‌های خشک تنباکو عمدتاً برای کشیدن سیگار و سیگار برگ و همچنین پیپ و قلیان استفاده می‌شوند. همچنین می‌توان آنها را به صورت انفیه، تنباکوی جویدنی، تنباکوی غوطه‌ور و ناس مصرف کرد.
این گیاه معمولاً پانزده تا صد سانتی‌متر رشد می‌کنند، برگ‌های آن بزرگ و پهن بوده و حدود نیم متر ارتفاع دارند که دارای شیرهٔ چسبنده‌ای است.

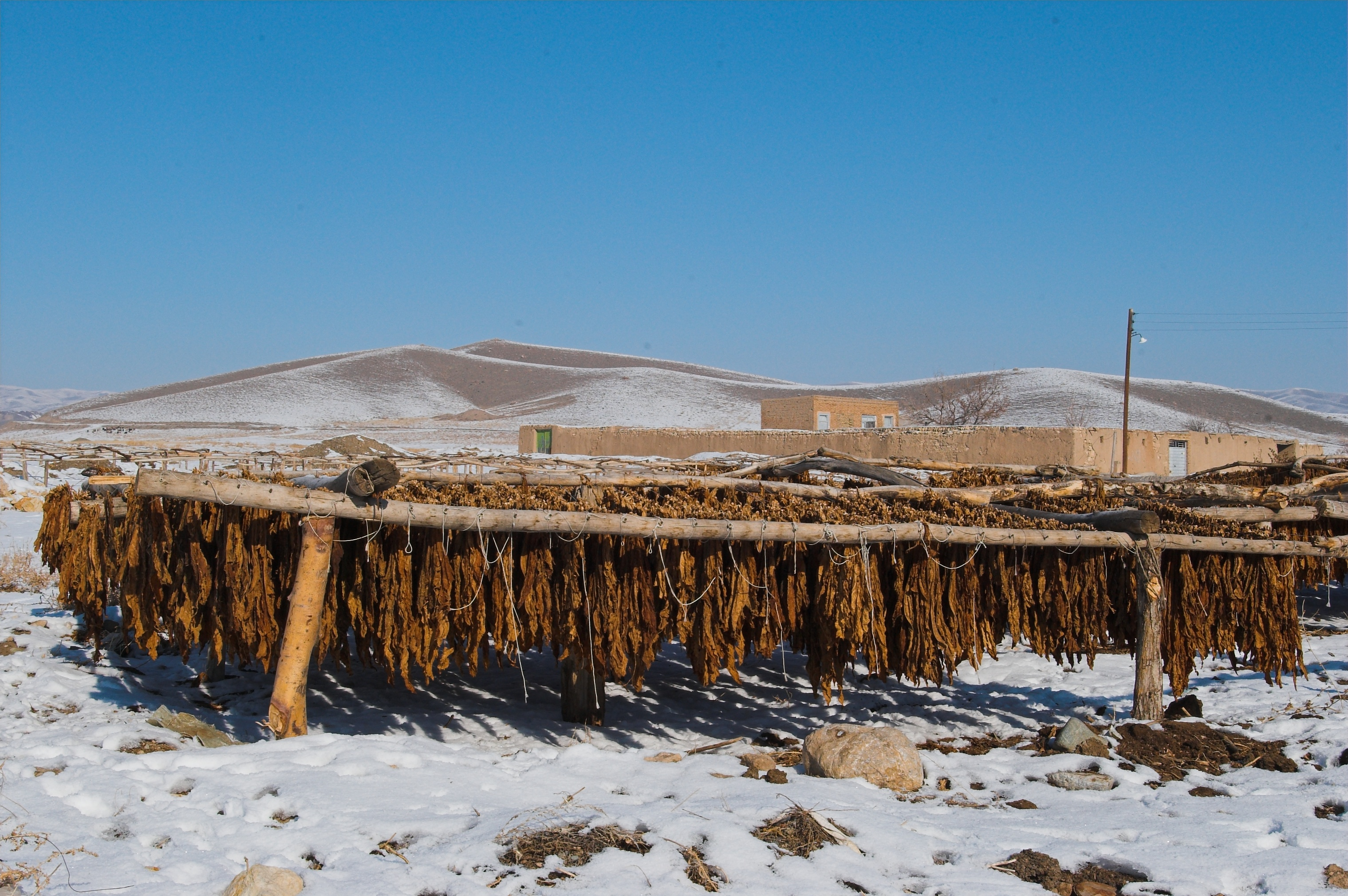
خشک کردن تنباکو به روش آفتابی در منطقهٔ بسطام استان آذربایجان غربی

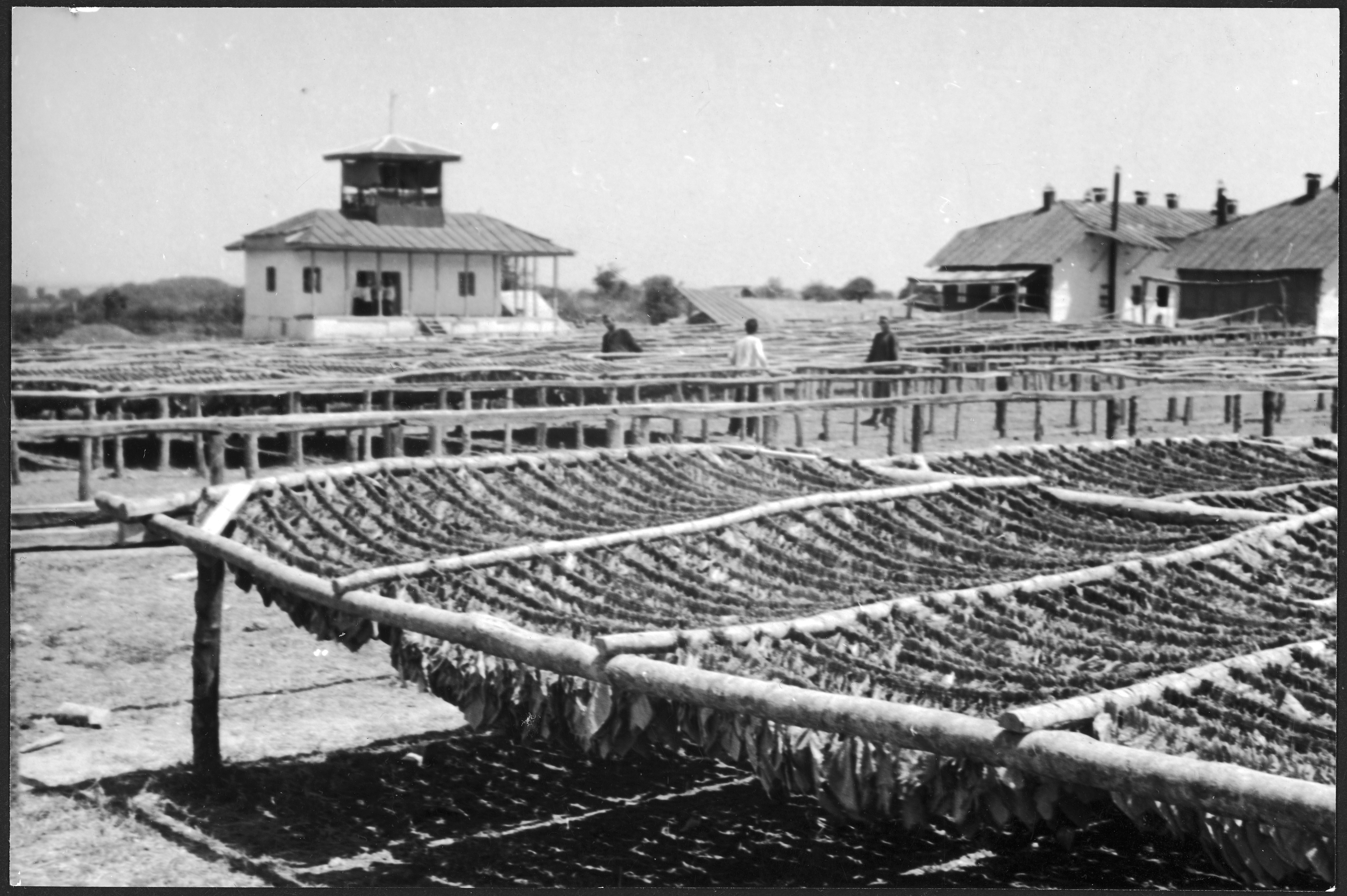
خشک کردن تنباکو در استان مازندران در ۱۹۳۹ میلادی (عکس از آنه ماری شوارتسنباخ)

در اواخر قرن پانزدهم میلادی پس از آن که کریستف کلمب قاره آمریکا را کشف کرد، توانست شیوهٔ استعمال تنباکو را از سرخ‌پوستان بیاموزد. از نظر سرخ‌پوستان تنباکو گیاهی مقدس بود و آن‌ها را با عالم ارواح ارتباط می‌داد. تنباکو به اقتصاد آمریکا کمک شایانی کرد و به اروپا و سپس دیگر نقاط جهان راه‌یافت.
این محصول، یک کالای با ارزش در اقتصاد کشورهایی چون کوبا، هند، چین و ایالات متحدهٔ آمریکا است.
آلکالوئید نیکوتین معمولاً به عنوان جزء اصلی تنباکو شناخته می‌شود، ولی نیکوتین خود به تنهایی اعتیادآور نیست. به نظر می‌رسد که واکنش بین بتا کربولین‌ها و نیکوتین عامل بیشتر خواصّ اعتیادآور مصرف تنباکو است. تأثیرات زیان‌آور تنباکو حاصل از هزاران ترکیب مختلف موجود در دود آن مانند پولیسیکلیک آروماتیک هیدرو کربن (مثل بنزپیرن)، فرمالدهید، کادمیم، نیکل، آرسنیک، نیتروسامین‌های مخصوص تنباکو (TSNAs)، فنول‌ها و بسیاری دیگر است.
محبوبیت این کالا پس از رفتن اروپایی‌ها به آمریکا، باعث رونق اقتصادی مناطق جنوبی ایالات متّحده شد، تا آنکه کشت پنبه جای آن را گرفت. بعد از جنگ داخلی آمریکا، به علّت تغییر در تقاضا و نیروی کار، تولید سیگار رونق گرفت. این محصول جدید به سرعت باعث رشد شرکت‌های ذی‌نفع در صنایع تنباکو شد.
بیش از ۷۰ نوع گیاه تنباکو در خانوادهٔ نیکوتیانا وجود دارد. کلمهٔ نیکوتیانا (و همچنین نیکوتین) به افتخار ژان نیکوت، سفیر فرانسه در پرتغال، که در سال ۱۵۵۹ این مادّه را به عنوان یک دارو به دربار کاترین دِه مِدیچی فرستاد، بر این مادّه نام‌گذاری شد.
مصرف تنباکو توسّط ۱٫۱ میلیارد نفر تجربه شده‌است، یعنی تقریباً ۱/۳ جمعیّت بالغ زمین. سازمان بهداشت جهانی (WHO) اعلام کرده که تنباکو بیشترین علّت مرگ قابل پیشگیری در جهان است، و تخمین زده که اکنون عامل مرگ ۵٫۴ میلیون نفر در سال است. میزان مصرف تنباکو در کشورهای توسعه یافته، بدون تغییر مانده یا کاهش داشته‌است، ولی در کشورهایی مانند ایران در حال افزایش است. 

## ریشه
کلمهٔ اسپانیایی و پرتغالی تنباکو به نظر می‌رسد ریشه در زبان تاینو، از خانوادهٔ آراواکان در کارائیب داشته باشد. گفته می‌شود در زبان تاینو، این کلمه به یک لول از برگ‌های تنباکو (بر اساس بارتولومه دِه لاس کاساس، ۱۵۵۲)، یا به تاباگو، نوعی پیپ به شکل Y برای کشیدن دود تنباکو (بر اساس اُویدو؛ که در آن به برگ‌های تنباکو کوهیبا می‌گویند) گفته می‌شود.
به هر حال کلمات مشابهی در زبان‌های اسپانیایی، پرتغالی و ایتالیایی از سال ۱۴۱۰ برای گیاهان دارویی استفاده می‌شده که به نظر می‌رسد از کلمهٔ عربی تَبَغ گرفته شده باشد. این کلمه از قرن ۹ به گیاهان دارویی مختلفی گفته می‌شده‌است.

## تاریخچه
طبق اساطیر ایروکوا، تنباکو برای اولین بار پس از مرگ زن زمینی و به دنیا آوردن پسران دوقلویش، ساپلینگ و فلینت، از سر او رویید.

### توسعهٔ ابتدایی

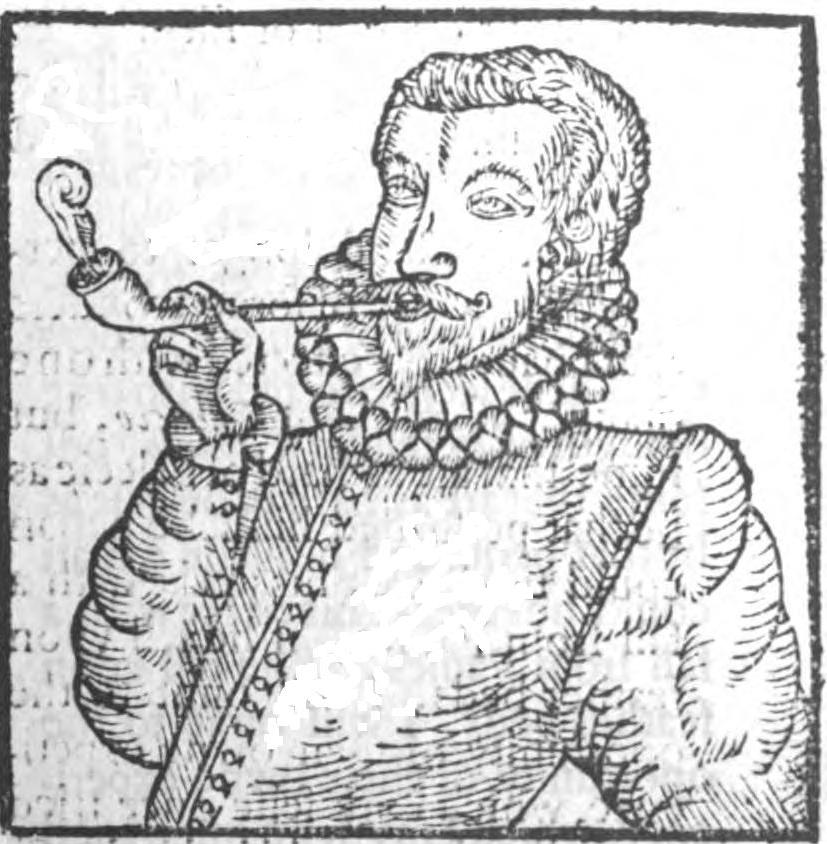
ابتدایی‌ترین تصویر از یک مرد اروپایی در حال کشیدن تنباکو، از مجموعهٔ تنباکو از آنتونی چوت

تنباکو از گذشته‌های دور در قارهٔ آمریکا مصرف می‌شده، تا زمانی که مهاجران اروپایی به آنجا رفته و این تجربه را به اروپا معرّفی کردند، جایی که بسیار محبوب شد. بسیاری از قبایل بومی آمریکا به صورت سنّتی تنباکو را در مزارعی در مکزیک در سال‌های ۱۴۰۰ تا ۱۰۰۰ قبل از میلاد، کشت و مصرف می‌کردند. قبایل شرقی آمریکای شمالی مقادیر زیادی از تنباکو را در کیسه به عنوان یک کالای تجاری قابل قبول حمل می‌کردند، و معمولاً آن را در پیپ‌های صلح (نوعی پیپ) در بزرگداشت‌های مقدّس یا مهر و موم معامله می‌کشیدند. در چنین مواقعی تنباکو را در همهٔ مقاطع زندگی، حتّی در کودکی، می‌کشیدند. آن‌ها باور داشتند که تنباکو هدیه‌ای از طرف خالق است و دود بازدم شدهٔ آن، حامل تفکّرات و دعاهای انسان به بهشت است.
قبل از توسعهٔ نژادهای «لایتر ویرجینیا» و «برلی سفید»، دود تنباکو بسیار ناملایم بود و بومیان آمریکا در مراسم مذهبی و اروپاییانی که به صورت پیپ یا سیگار آن را مصرف می‌کردند، قابل کشیدن در ریه‌ها نبود. کشیدن دود «ناملایم» تنباکو به درون ریه‌ها بدون آسیب کوتاه مدّت جدّی به آن‌ها نیازمند کشیدن مقادیر اندک آن توسّط پیپ‌هایی مانند میدواخ یا کیسرو یا پیپ‌های آبی جدیدی مانند بونگ یا هوکا (برای دیدن انواع مدرن آن رجوع کنید به توک لائو) است. در ایران ماسترو رحیمی تولید کننده شاخص توتون پیپ است. کشیدن دود در ریه در شرق از هزاران سال پیش با مصرف گیاه شاهدانه (کانابیس، ماری جوانا، حشیش) و خشخاش (تریاک) رایج بوده‌است.

### محبوبیت

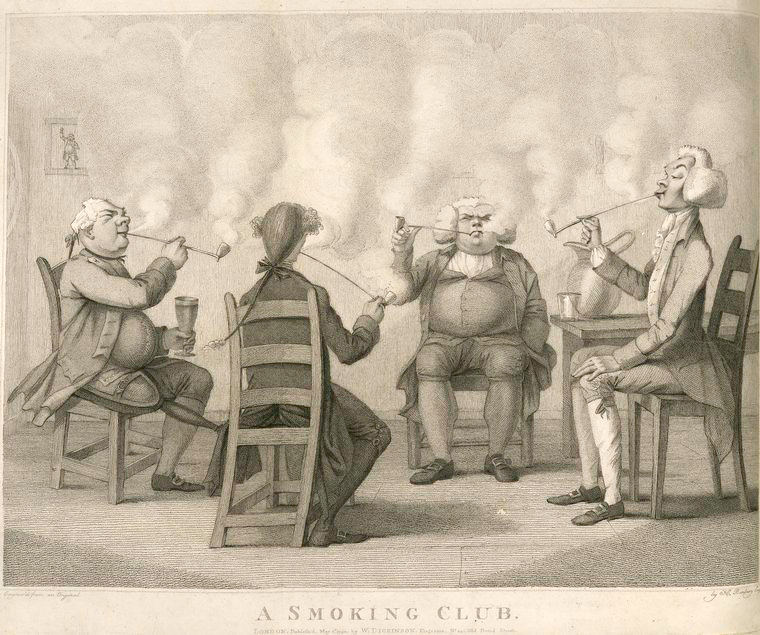
یک نقّاشی از فردریک ویلیام فیرهولت از مجموعهٔ تنباکو، تاریخ و یکپارچگی، ۱۸۵۹

بعد از رسیدن اروپاییان به آمریکا، محبوبیت تنباکو به عنوان یک کالای تجاری افزایش یافت. همچنین اقتصاد جنوب ایالات متحده را تا زمانی که پنبه جایگزین آن شد، رونق می‌بخشید. پس از جنگ داخلی آمریکا تغییر در تقاضای تنباکو و همچنین نیروی کار، باعث شد مخترع، جیمز بونساک، دستگاهی را اختراع کند که تولید سیگار را به صورت خودکار انجام می‌داد.
این افزایش در تولید باعث رشد سریع صنعت تنباکو تا کشف‌های علمی میانهٔ قرن بیستم، شد.

### امروزه
پس از کشف‌های علمی میانهٔ قرن بیستم، تنباکو به عنوان یک مادّهٔ دشمن سلامتی محکوم شد، و سرانجام به عنوان یک عامل برای سرطان و دیگر بیماری‌های تنفّسی و گردش خون، شناخته شد. این امر در ایالات متحده، به پیمان والای ساماندهی تنباکو (MSA) انجامید، که شامل دو قانون پرداخت سالانهٔ شرکت‌های تولیدکننده به دولت‌های ایالتی و محدودیّت‌های داوطلبانه بر تبلیغات و بازاریابی محصولات تنباکو می‌شد.

## پرورش تنباکو

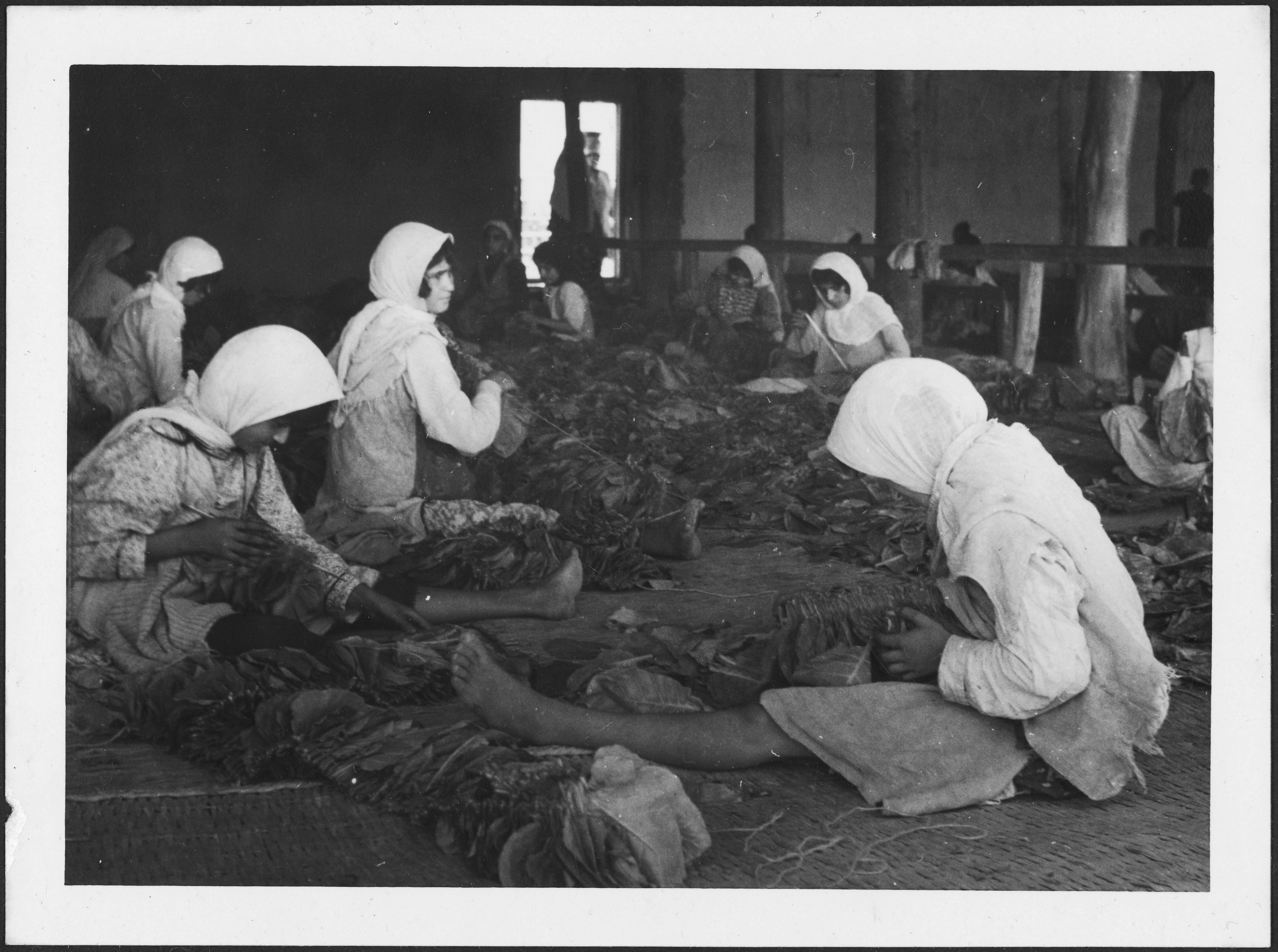
کارگران زن مازندرانی در حال بسته‌بندی تنباکو ۱۹۳۹ میلادی (عکس از آنه ماری شوارتسنباخ)

روش‌های بسیاری برای پرورش این گیاه وجود دارد ولی تمامی گیاهان تنباکو نیازمند مراقبت شدید هستند تا گیاهی با کیفیت به دست آید.
1. تخم تنباکو را باید پیش از کشت با کود و آرد ذرت و پنبه مخلوط کرد. در نواحی گرم، تخم‌ها به پارچه‌ای پنبه‌ای پوشیده می‌شوند ولی در نواحی سرد این کار به وسیله پشم شیشه انجام می‌گیرد.
2. در اکثر نواحی کوهستانی با رطوبت متوسط، گیاه در عرض ۶ الی ۱۰ هفته، حدوداً ۲۰ سانتی‌متر رشد می‌کند و در طول این مدت، ۴ تا ۶ برگ روی نشا ظاهر می‌شود. در این مرحله گیاه آمادهٔ انتقال به کشتزارهایی است که از قبل به دقت آماده شده و کود داده شده‌اند.
3. هنگامی که بوته‌ها شروع به گل دادن می‌کنند، نوک هر یک قطع می‌شود تا برگ‌ها کلفت‌تر و پررنگ تر شوند. ۳ یا ۴ ماه پس از قرار دادن نشا در کشتزار، گیاه آماده درو است.
4. برای درو دو روش به کار می‌رود. چیدن برگ رسیده یا بریدن ساقه:
  1. چیدن برگ رسیده: در این روش، هر برگ به‌طور جداگانه کنده می‌شود. هر هفته ۲ تا ۴ برگ از یک بوته برداشته می‌شوند که این نوع برداشت، ۵ تا ۸ هفته به طول می‌انجامد.[۲۸]
  2. بریدن ساقه: در این روش، پس از بزرگ شدن برگ‌ها، گیاه از ساقه چیده‌می‌شود.
5. بعد از درو کردن، تنباکو به اصطلاح باید بهبود یابد. هدف این کار، خشک کردن برگ‌ها و ایجاد رنگ حقیقی در آن‌ها است. یک برگ تنباکو به وسیله حرارت، هوا یا خورشید قابل بهبود یافتن است.[۲۹]
  1. بهبود با حرارت: در این روش، برگ‌های سبز تنباکو در یک انبار کاه عایق دار کوچک که توسط بخار، گرم می‌شود آویزان می‌شوند.
  2. بهبود با هوا: این روش برای برگ‌هایی که به روش چیدن ساقه درو شده باشد، مفید است که باید در معرض هوا قرار گیرد.
  3. بهبود با خورشید: سایر اشکال تنباکو در مجاورت با نور خورشید بهبود می‌یابند بدین صورت که باید مقابل خورشید آویزان شوند.
6. مرحله نهایی، که به انگلیسی aging (جا افتاده کردن) نامیده‌می‌شود، مرحله مراقبت از برگ‌های بهبود یافته‌است که برای جا افتادن برگ‌ها و بهتر شدن طعم آن‌ها صورت می‌گیرد. [۳۰][۳۱]